# Carlo Allais
Carlo Luigi Allais (Avigliana, 6 aprile 1984) è uno sciatore nautico italiano.

## Inizi
Sin dagli esordi (1990) riesce a distinguersi dai coetanei (e non solo), emergendo in campo nazionale ed internazionale.
Inizia la carriera sciistica come sciatore nautico combinatista (ovvero praticante di tutte e tre le discipline classiche: slalom, salto e figure), ma la sua propensione è sempre stata lo slalom, disciplina classica per eccellenza.
Lo slalom è attualmente l'unica disciplina che pratica, a causa dei problemi di schiena riscontrati nel salto.
Nello slalom già all'età di 13 anni conquista l'argento europeo nella categoria Delfini, e l'anno dopo si ripete ancora, conquistando un bronzo nella medesima competizione.
Tra il 1998 ed il 2000 lavora tantissimo a livello fisico-tecnico con ottimi risultati.

## La svolta del 2000
Trascorso il 1999 senza grandi risultati, a causa del cambio di categoria che lo vedeva gareggiare con atleti anche di due anni più esperti, il 2000 è l'anno della svolta.
Carlo riesce a qualificarsi per i mondiali Juniores (under 17), e dopo una buona semifinale si aggiudica l'oro, laureandosi così campione del mondo.
Nello stesso anno riesce a collezionare un altro risultato importantissimo, ovvero l'argento ai Campionati Europei Juniores.
Sull'onda di questo strepitoso anno colmo di successi, nel 2001 (all'età di 17 anni) stabilisce il nuovo record italiano juniores, con 1.5 boe a 10.75m di corda, e si toglie una grandissima soddisfazione: vincere a Lendorf (Austria) l'oro europeo per la prima volta nella sua carriera.

## L'ingresso nella categoria Under 21
L'anno successivo è ancora una volta un passaggio di categoria, che gestisce al meglio riuscendo addirittura a piazzarsi sesto in Europa e a confermare ottimi risultati a livello di ranking list europea e mondiale.
Ormai entrato nella categoria Under 21, bisogna che Carlo abbia ancora una volta la forza di reagire per rientrare nella cerchia dei top 5: non vi riesce ma continua ad ottenere ottime performance.
Il 2004 invece gli riserva un'altra grandissima gloria, il Campionato Mondiale Universitario, trofeo ambitissimo tra tutti gli studenti sciatori.
Nello stesso anno Allais riesce a restare nell'élite degli sciatori mondiali e ottiene discreti risultati anche nella categoria massima, quella Open, piazzandosi settimo al campionato europeo.
Il 2005 lo vede ritornare protagonista, conquistando un ottimo terzo posto ai campionati europei under 21.
Carlo Allais tuttora fa parte degli osservati speciali dalla Federazione Italiana Sci Nautico, ed è un giovane che ha sempre soddisfatto le aspettative, non deludendo soprattutto nelle competizioni di rilievo. È forse questo aspetto che fa di lui un grandissimo dello sci nautico italiano.

## La stagione 2007
Nel 2007 Carlo si è imposto come uno dei protagonisti dello slalom mondiale. Dopo la vittoria ottenuta all'Alizée Cup, prestigioso evento che si tiene ogni anno a Ginevra, Carlo ha iniziato la preparazione per gli eventi istituzionali come i Campionati Mondiali ed Europei. Scelto per rappresentare l'Italia ai Mondiali in Austria, si è classificato settimo con 3.5 Boe a 10,75 m, secondo europeo all'evento dopo il connazionale Thomas Degasperi.